# Acetofenon
Acetofenon är en organisk förening med formeln C6H5COCH3 och det formella namnet fenylmetylketon. 

## Egenskaper
Acetonfenon är den enklaste aromatiska ketonen. Den är en aromatiskt luktande vätska, som under 20 °C stelnar till kristallblad.

## Framställning
Det finns många sätt att framställa acetofenon, men den vanligaste är oxidation av etylbensen (C6H5C2H5).
  +  O2   {\displaystyle \rightarrow }     +  H2O

## Användning
Acetofenon och formaldehyd bildar polymerer som ofta används i resinplast. Det används också för att tillverka styren.
Acetonfenon är utgångsmaterial för framställning av kloracetofenon, en av de viktigaste ögonretande stridsgaserna. Det har i äldre tider även använts som sömnmedel.